# Domburg (Surinam)

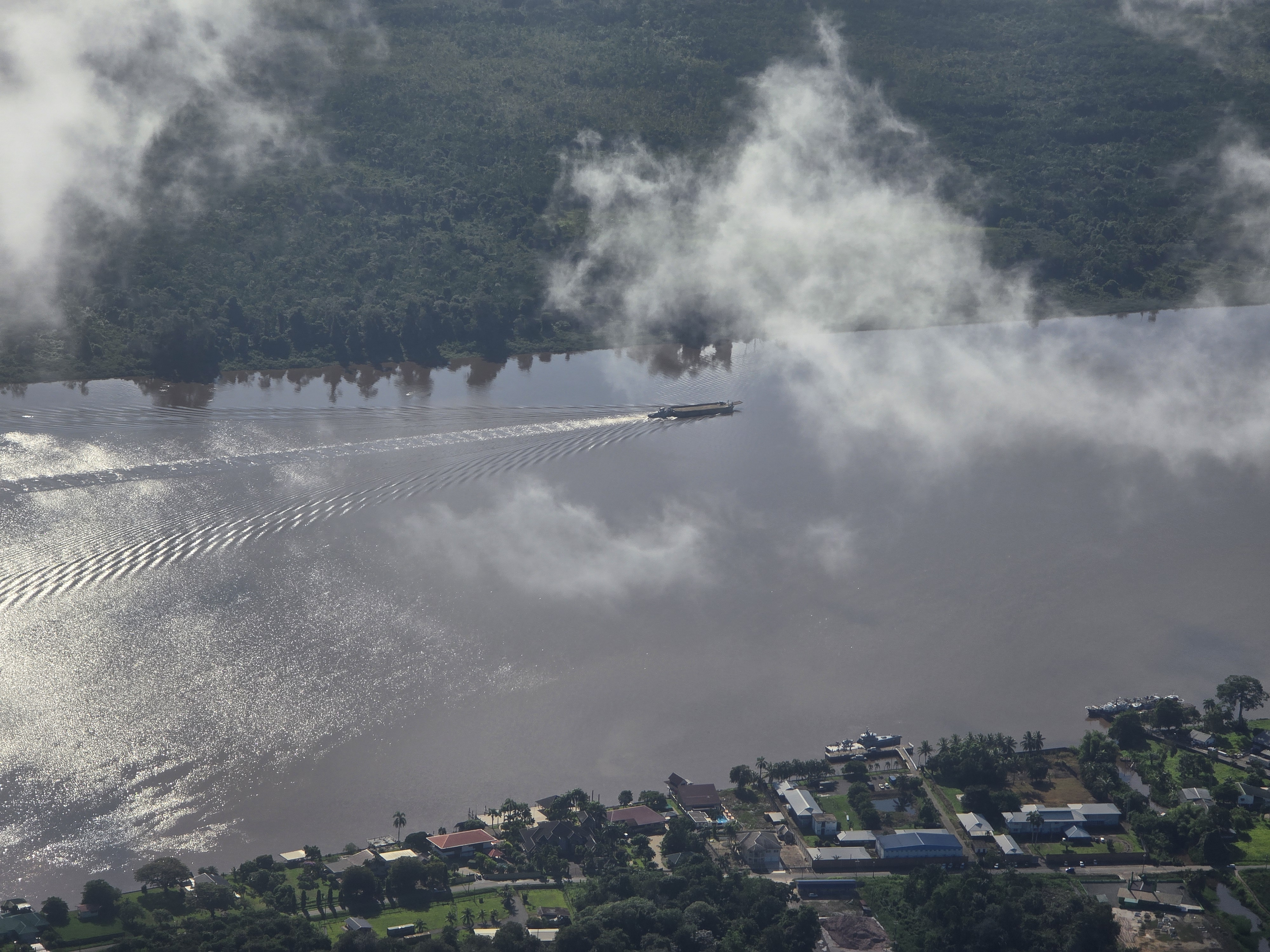
Barco a Domburg, 2025

Domburg es un ressort de Surinam, que se encuentra ubicado en el distrito de Wanica. Su población es de 5500 habitantes (2004).  Se encuentra sobre el río Surinam, 16 km al sur de la ciudad de Paramaribo.
En el norte y el este el ressort de Domburg limita con el distrito de Commewijne, al sur del ressort de Domburg se encuentra el distrito de Para y hacia el oeste el ressort de Houttuin.